# A magyar labdarúgó-válogatott 2019. október 13-i mérkőzése
A magyar labdarúgó-válogatott hatodik Európa-bajnoki selejtezője Azerbajdzsán ellen, 2019. október 13-án. Ez volt a magyar labdarúgó-válogatott 941. mérkőzése. 

## Keretek
megjegyzés: A táblázatokban szereplő adatok a mérkőzés előtti állapotnak megfelelőek.

## Örökmérleg a mérkőzés előtt
| Sorszám | Időpont     | Helyszín | Eredmény  | Kiírás       |
| ------- | ----------- | -------- | --------- | ------------ |
| 1/708   | 1996.11.10. | Baku     | 3–0 (1–0) | vb-selejtező |
| 2/716   | 1997.09.10. | Budapest | 3–1 (2–0) | vb-selejtező |
| 3/726   | 1998.10.10. | Baku     | 4–0 (0–0) | –            |
| 4/737   | 1999.09.08. | Budapest | 3–0 (1–0) |              |
| 5/856   | 2011.02.09. | Dubaj    | 2–0 (1–0) | –            |
| 6/936   | 2019.06.08. | Baku     | 3–1 (1–0) | Eb-selejtező |

| M | Gy | D | V | G+ | G– | Gk  | %   |
| - | -- | - | - | -- | -- | --- | --- |
| 6 | 6  | 0 | 0 | 18 | 2  | +16 | 100 |

Források: , 

## A mérkőzés
| 2019. október 13. |

| Magyarország | 1–0               | Azerbajdzsán |
| ------------ | ----------------- | ------------ |
| Korhut 10'   | (1–0) Jegyzőkönyv |              |

| Groupama Aréna, Budapest Játékvezető: Dennis Higler (holland) |

### A mérkőzés statisztikái
| Magyarország |                      | Azerbajdzsán |
| ------------ | -------------------- | ------------ |
| 55 %         | Labdabirtoklás       | 45 %         |
| 1            | Gól                  | 0            |
| 2            | Sárga lap            | 5            |
| 0            | Piros lap            | 0            |
| 6            | Szöglet              | 2            |
| 2            | Les                  | 0            |
|              | Lövés                |              |
|              | Kaput eltalált lövés |              |
|              | Blokkolt lövés       |              |
|              | Passz                |              |
|              | Sikeres passz        |              |
| (%)          | Passz hatékonyság    | (%)          |
| 13           | Szabálytalanságok    | 13           |